# ザンビ
『ザンビ』（Zambi）は、乃木坂46、欅坂46（現：櫻坂46）、日向坂46（けやき坂46）などが出演するメディアミックス作品である。企画・原作は秋元康。

## 概要
2018年7月8日、乃木坂46の『真夏の全国ツアー2018 〜6th YEAR BIRTHDAY LIVE〜』で発表されたプロジェクト。第1弾として乃木坂46、欅坂46、けやき坂46のメンバー12人が出演する舞台、第2弾としてテレビドラマ、第3弾としてゲーム、第4弾として舞台が再開され、第5弾ではホラーアトラクションが開催された。2019年3月、竹書房よりドラマの小説版も発売された。

## 舞台

### 舞台「ザンビ」
舞台「ザンビ」（ぶたいザンビ）は、ザンビプロジェクトの第1弾として2018年11月16日から25日までTOKYO DOME CITY HALLで上演された乃木坂46、欅坂46（現：櫻坂46）、けやき坂46（現：日向坂46）の3坂道が史上初競演した舞台。各グループ4名ずつの計12名が出演し、6名ずつに分かれてTEAM"RED"とTEAM"BLUE"の2チームによって上演された。
「体感型舞台」をコンセプトに座席は通常の座席のほか、ザンビスペシャルシートが販売された。ザンビスペシャルシートはメイン舞台の手前の長方形上に設置された花道の内部に位置し、舞台の世界に入り込んだ臨場感を味わうことができ、濡れたり汚れたりを覚悟したうえで購入するようアナウンスされていた。また、開演直前には映像が流され、軍隊風の人物に命令された主要キャストたちが、ザンビスペシャルシートの購入者を「共に参戦する者」として名前を読み上げる演出がなされた。

#### キャスト（舞台）
ダブルキャストは左がRED、右がBLUE。
- 鳴沢摩耶：与田祐希 / 久保史緒里
- 一ノ瀬杏奈：山下美月 / 梅澤美波
- 一色彩菜：小林由依 / 守屋茜
- 桂雪穂：土生瑞穂 / 菅井友香
- 本宮佳蓮：齊藤京子 / 柿崎芽実
- 飯野ゆかり：小坂菜緒 / 加藤史帆
- 山室楓：齋藤飛鳥（映像出演）
- 岡田あがさ
- 大胡愛恵
- 國森桜（劇団4ドル50セント）
- 水橋研二
- 柿丸美智恵
- 酒井敏也

#### スタッフ（舞台）
- 脚本：高山直也
- 演出：児玉明子

#### 関連商品（舞台）
| リリース日    | タイトル               | レーベル | 規格品番   | 封入特典                                                          | 映像                                                                                    |
| ------------- | ---------------------- | -------- | ---------- | ----------------------------------------------------------------- | --------------------------------------------------------------------------------------- |
| 2019年5月31日 | 舞台ザンビ DVD-BOX     | vap      | VPBF-15860 | 舞台「ザンビ」キャストサイン入りチェキ抽選応募ハガキ ブックレット | 本編Disc2枚（TEAM“RED”/ TEAM“BLUE”） 特典Disc1枚 三方背デジパック メイキング映像 座談会 |
| 2019年5月31日 | 舞台ザンビ Blu-ray BOX | vap      | VPXF-75948 | 舞台「ザンビ」キャストサイン入りチェキ抽選応募ハガキ ブックレット | 本編Disc2枚（TEAM“RED”/ TEAM“BLUE”） 特典Disc1枚 三方背デジパック メイキング映像 座談会 |

### ザンビ〜Theater's end〜
ザンビ〜Theater's end〜（ザンビシアターズエンド）は、ザンビプロジェクト第4弾として2019年2月7日から17日まで天王洲 銀河劇場で上演された舞台。第1弾同様、三坂道のメンバーが再び共演。TEAM "BLACK"、TEAM "YELLOW"、TEAM "GREEN"の3チームに分かれ、同じグループのメンバーが各チームで同じ役を演じるトリプルキャストでの上演となる。

#### キャスト（Theater's end）
トリプルキャストは左から順にBLACK、YELLOW、GREEN。
- 志乃：伊藤理々杏 / 阪口珠美 / 岩本蓮加
- 槻子：石森虹花 / 織田奈那 / 渡辺梨加
- 未来：潮紗理菜 / 松田好花 / 佐々木久美
- 隊長：八十田勇一
- 補佐：津村知与支
- 支配人：日野陽仁

アンサンブル
男性

- 安部凌真
- 宇梶速人
- 浦田大地
- 河﨑雄介
- 河村陽介
- 作山嘉規
- 佐藤誠輝
- 塚越光
- 出来元泰史
- 春田盛華
- 藤坂仁
- 水上歩夢
- 宮野ひかる

女性

- 江井愛蘭
- 大井沙弥香
- 片桐神奈
- 上柳彩亜也
- 千葉緋香瑠
- 花本詩織
- 矢内綾音

#### スタッフ（Theater's end）
- 企画・原作：秋元康
- 脚本・演出：赤澤ムック
- プロデュース：植野浩之、松田誠

## テレビドラマ

### ザンビ
ザンビ（Zambi）は、ザンビプロジェクト第2弾として2019年1月24日（23日深夜）から3月28日（27日深夜）まで日本テレビで放送された乃木坂46メンバー出演のテレビドラマ。第1話放送終了後からHuluで独占配信、第2話以降は一週間先行配信された。また、Huluでは出演メンバーがドラマを見ながら撮影の舞台裏を語るビジュアルコメンタリーを、本編とあわせて毎話配信している。齋藤飛鳥はドラマ初主演。

#### ストーリー（テレビドラマ）
ある日、修学旅行中のバスの故障で見知らぬ村に行きついた全寮制女子高校・フリージア学園の生徒たちは、村をさまよって見つけた廃屋で一夜を過ごす。その夜、彼女たちはまどろみの中で不気味な音を聞く。その後、フリージア学園には日常が戻ったかのように見えたが、生徒たちに次々と不思議な現象が起こりはじめる。

#### キャスト（テレビドラマ）
山室 楓（やまむろ かえで）
演 - 齋藤飛鳥
主人公。フリージア学園2年生。クールで感情をあまり表に出さないが、何事も果敢に挑む強い心の持ち主。幼稚園のころ、両親を交通事故で亡くしている。亜須未とは幼馴染で心を許せる親友。残美の存在にいち早く気づく。残美の恐怖からフリージア学園と生徒たちを救おうと決意する。第8話にて、守口に頭部を殴られて気を失い、桶の中に入れられ生け贄にされかけるが、ギリギリのところで実乃梨に助けられた。最終話にて、校内放送で楓がよく聴いている音楽が流れたことから、このことを唯一話したことがある聖が放送室にいると察し、放送室へ向かう。だが放送室にいた聖は時既に遅く残美になってしまっており、大きな友人を失った悲しみに暮れる。その間もなく、校内にいる大量の残美を自ら囮となって誘き寄せ、調理室にガスを貯めてライターの火で爆発を引き起こして残美を一掃すると決心する。早速それを実行に移すが、既に神人と化した亜須未たち残美集団に追い詰められる。しかし、実乃梨が鳴らした鐘・残美になったはずの聖が自ら盾になって爆発から楓を守ってくれたお陰で、奇跡的に生き残る。最終的にザンビから逃げ切り、学園でただ一人の生存者となる。
諸積 実乃梨（もろづみ みのり）
演 - 堀未央奈
フリージア学園2年生。成績優秀な学級委員長で、楓とはフリージア学園に通うクラスメイトで互いに認め合う仲。楓や聖のよき相談相手。第8話で、ボイラー室から聞こえる声を頼りに、桶に入れられた楓を救出したが、脇腹を刺され血を流し、倒れてしまう。最終話まで生存していたが、ラストシーン時点ではどこで噛まれたのかは不明であるが、残美に噛まれていた。その僅かに残った人間の意識の中、楓を襲わないよう、自らを殺してほしいと楓に頼む。友人である自分を殺すのをためらう楓を生かすため、自ら屋上から飛び降りていった。
甲斐 聖（かい ひじり）
演 - 与田祐希
フリージア学園2年生。オカルト好きで霊感が強いが、お化けは大嫌い。高所恐怖症。人見知りで友達が少なくクラスでは浮いた存在。残美の一件以降、楓や実乃梨と行動を共にする。監視カメラの映像システムにハッキングしたりするなど、パソコンにも詳しい。残美の呪いが広がり、何度も心が折れかけるが、楓や実乃梨の言葉で自身を取り戻している。第9話で武装集団に拉致されて掃除道具入れに入れられる。途中でやって来た残美に襲われかけるが、何とか襲われずに済んだ。第9話終盤でザンビにされたあずさたちに追いかけられた後、最終話で放送室に楓が駆けつけた時には既に残美になってしまっている。しかし、まだ人間としての意識が残っていたのか、ラストの調理室の大爆発から楓を身を呈して守る。その後の生死は不明。
西条 亜須未（さいじょう あすみ）
演 - 秋元真夏
フリージア学園2年生。写真部部長で、社交的で明るく好奇心旺盛。楓の幼馴染で、どこか影のある楓をいつも気にかけている。残美の封印に使われていた風車を持ち出してしまう。フリージア学園に戻ったその夜、突如回り出した風車を手に取った隙に老婆（美しい女）に噛まれ、残美になる。第2話で夜に残美となって、女子生徒を襲っているが、第4話の詩織の証言から、鈴音も襲っていることが判明。最終話でも登場し、神人に変わり果てた姿を見せた。
秋吉 凛（あきよし りん）
演 - 星野みなみ
フリージア学園2年生。吹奏楽部所属、天真爛漫で天然な性格。クラスのムードメーカーで瀬奈とは親友同士。第5話で残美と化し、突如瀬奈との約束を無視して消えてしまう。トイレの天井裏に潜み、凛を探しに来た瀬奈を襲った。第7話では、残美となった瀬奈とともに楓ら4人を襲撃するが、2人とも守口に消火器で反撃された。
榊 瀬奈（さかき せな）
演 - 寺田蘭世
フリージア学園2年生。テニス部の主将、男勝りな性格で負けず嫌い。クラスに馴染むきっかけを作ってくれた凛に感謝している。第5話で楓たちに、行方不明となった凛を一緒に探してほしいと相談する。亜須未が持ち帰った風車を頼りに、音楽室横のトイレの屋根裏を覗いた際、残美になった凛を見つけるがそのまま襲われてしまった。第7話で、凛とともに楓たちと守口を襲う。
金村 優衣（かねむら ゆい）
演 - 山下美月
フリージア学園2年生。同級生たちを見下すいじめグループのリーダー。気が強く思っていることはすぐ口にする。何でもできる万能人間がゆえに、1番になれないことを恐れ、物事に本気で取り組まなくなった。第4話で、シャワールームでシャワーを浴びていたところを鈴音（映像では顔は映っていない）に襲われ、残美になる。その後、夜に廊下で詩織を襲ったり、夜で教室に出入りする様子が監視カメラに映ったりしている。
花村 穂花（はなむら ほのか）
演 - 久保史緒里
フリージア学園2年生。美術部所属、成績優秀で真面目だが喘息持ちで体が弱い。親友の柚月には心を許している。第6話で、喘息発作を起こしたため、自分の部屋へ薬をとって来るため、柚月と2人で家庭科室を出るが、残美集団の襲撃に見舞われ、迫る集団を追い払おうとする柚月を不意に押し倒し、犠牲にしてしまう。半ばパニック状態でその場を離れ部屋に向かう途中、突然出くわした宮川に助けを求めるも、実は彼女も残美であり、吐き出した白色の液体をかけられた末に残美と化す。
第8話で、教室の窓の外から壁伝いに逃げようとする実乃梨と聖を見つけ、壁を伝って襲いかかるが、実乃梨にスプレーで反撃され、バランスを崩して落下。その後の生死は不明。
先川 柚月（さきかわ ゆづき）
演 - 大園桃子
フリージア学園2年生。吹奏楽部所属、体の弱い穂花といつも一緒にいる。積極的に前に出るタイプではないが、面倒くさがることも率先してやる真面目な性格。第6話で、喘息を患う穂花の薬を部屋へ取りに行くために同行したが、ザンビの集団に見つかった際に穂花に押し倒され、残美たちに襲われてしまった。
佐倉 鈴音（さくら すずね）
演 - 渡辺みり愛
フリージア学園2年生。漫画研究会に所属、内気で優しい性格だが優衣たちのグループからいじめを受けている。第3話で、いじめを受けていた鈴音をかばった楓が部屋にやって来て、お茶をついでいる際に残美となって暴走、駆けつけた実乃梨と聖ら3人に襲いかかる。第4話の詩織の証言によれば、体育の授業後の休憩中に亜須未に噛まれて残美化していたとのこと。
五十嵐 麗奈（いがらし れいな）
演 - 伊藤純奈
フリージア学園2年生。上杉砂羽と仲が良く、根は優しい性格。聖とも親しい仲だが、楓や実乃梨と行動するようになってから寂しさを感じているようで、聖のノートに落書きするなど、きつく当たってしまう。第6話で、後から部屋にやって来た聖を残美と疑い続ける砂羽をどうにか説得し、部屋にいれてやる。しかし残美探しの最中に、聖と砂羽が取っ組み合いになった途端、髪が抜け落ち始め残美として暴走、砂羽に噛みついて襲った。
美しい女（うつくしいおんな）
演 - 新内眞衣
今からおよそ100年前に、はじめて残美となった女、つまり、残美伝説の始まりの女。村に住む他の女が恐れるほどの美しさを持っていたらしい。昔、残美村に移り住み、地主の男(演-袴田吉彦)と結婚し子をもうけるが、他の男との子供なのではないかと夫や村人たちに疑いをかけられた末に、木桶に赤子とともに生き埋めにされる。子供の亡骸を食い生死をさまよう中、村の人間への憎悪や怒りから復讐の感情が増幅、やがてそれは残美の姿と化して甦り、村人たちを襲う。しかし、霊媒師により丸鏡と5つの風車により女と共に残美の呪いは封印され、呪いが広がることもなく平穏な日々が続いた。ドラマは、修学旅行から帰る道中にバスのトラブルで残美村にやってきた楓たちが、この封印を解いてしまう場面から始まっている。
藤崎 麻里奈（ふじさき まりな）
演 - 鈴木絢音
フリージア学園1年生。正義感が強い、実乃梨の生徒会の後輩。第9話で、弥生などの他の1年生と倉庫に隠れて身を守っていた。実乃梨に「楓を殺せば倉庫の中に入れてやる」と条件を出すも、実乃梨はこれを拒否。それを聞いて麻里奈はそのまま倉庫に留まることにしたが、弥生が幻覚に惑わされ扉を開けてしまったがゆえに、残美の集団が倉庫に押し寄せる。実乃梨に助けを求めるが僅かな差で叶わず、残美に襲われてしまった。
木内 加奈（きうち かな）
演 - 梅澤美波
フリージア学園2年生。クラスのカースト上位で優衣に従ういじめグループ。行動力があり、生真面目で負けず嫌いな性格。第6話で、恭子とともに家庭科室に逃げ込む。第9話のあずさの発言から、残美化したことが判明。残美になった姿はドラマ未登場。
本多 恭子（ほんだ きょうこ）
演 - 吉田綾乃クリスティー
フリージア学園2年生。帰国子女。クラスのカースト上位で優衣に従ういじめグループ。自由奔放な性格で感情のままに行動する楽天家。第6話で、加奈とともに家庭科室に逃げ込む。第9話のあずさの発言から、残美化したことが判明。残美になった姿はドラマ未登場。
関 あずさ（せき あずさ）
演 - 佐藤楓
フリージア学園2年生。クラスのカースト上位で優衣に従ういじめグループ。流されやすい性格のため優衣たちに合わせているが、本当はマジメで優しい性格の持ち主。武装集団の一員。残美と疑う聖を拉致し見張っていたが、残美集団の襲撃に遭い噛まれてしまう。その残美集団が逃げ去ったあと、教室の掃除道具入れから外に出た聖が、様子を見ようと近づくと残美となって襲おうとした。
一条 詩織（いちじょう しおり）
演 - 伊藤理々杏
フリージア学園2年生。合唱部所属、大人しい性格で何事も人に譲る癖のあるお人好し。亜須未が残美となり、鈴音を襲っているところを目撃した。楓にそのことを伝えた夜に、部屋へ帰ろうと廊下を歩いていたところを優衣に襲われ、残美化。
内藤 恵美（ないとう めぐみ）
演 - 岩本蓮加
フリージア学園1年生。誰にでも可愛がられる性格。残美から身を隠していたが、楓たちが見つけたときにはすでに残美になっており、守口を圧倒するほどの力で襲いかかった。
庄司 美緒（しょうじ みお）
演 - 向井葉月
フリージア学園2年生。剣道部主将で竹を割ったような一本気な性格。武装集団の一員。集団で聖を拉致した際に残美の襲撃に遭い、逃れるべく窓から飛び降りたが、足が変な方向に曲がって歩けなくなってしまったところを、外にいた別の残美たちに襲われてしまった。
小島 弥生（こじま やよい）
演 - 阪口珠美
フリージア学園1年生。漫画研究会の部員で美琴の親友。第6話で美琴とともに残美集団から逃げていたが、途中で離れ離れになってしまう。第9話で他の1年生と倉庫に逃げ込み、他の1年生たちと群がることなく1人で寂しく耐えていたが、残美の群れの中にほぼ神人になりかけの美琴の姿を見つけた際、幻覚に惑わされて、扉の鍵を開けてしまう。
椎名 美琴（しいな みこと）
演 - 中村麗乃
フリージア学園1年生。漫画研究会の部員。弥生の親友で、いじめを受けているせいなのか、2次元で生きている。弥生と二人の世界観は相手を寄せ付けない。第6話冒頭まで弥生と離れ離れになってしまう。第9話に残美の姿（神人）で、弥生が逃げ込んだ倉庫の扉にへばりつき、弥生が扉を開けた際に倉庫内の人間を襲う。なお、小説版では（ドラマ版の第2話ラストシーンにあたる）夜の教室で亜須未が襲っていた生徒が美琴とされているが、ドラマ版では亜須未が襲っているのは別の生徒である（顔がはっきりと映っており美琴ではないことが分かる）。
上杉 砂羽（うえすぎ さわ）
演 - 湯川玲菜（劇団4ドル50セント）
第5・6話で登場。フリージア学園2年生で、麗奈の親友。聖のことについては、残美の一件以降よく思っていない様子。第6話で麗奈とともに家庭科室に逃げ込み、一人ずつ残美かどうかを確認するために顔をスマートフォンのカメラに写すが、聖を写そうとしたところで電池切れになり、不敵な笑みを浮かべた聖を疑って取っ組み合いになる。しかし、残美になっていたのは麗奈（写真の顔が半分しか写っておらず、歪む部分は写せていなかった）で、首を噛まれて襲われた。
倉田 佑里恵 (くらた ゆりえ)
演 - 田中真琴
フリージア学園の生徒（学年不詳）。武装集団の一員。楓が残美の封印を解いてしまったことを聞きつけ、この呪いを終わらせる目的で楓と、傍にいた実乃梨も殺そうとする。しかし実乃梨と交錯して階段から落ちた際に、持っていたナイフが胸に突き刺さってしまった。
山中 莉子（やまなか りこ）
演 - 松川星
フリージア学園の生徒。武装集団のメンバー。
宮川 愛（みやがわ あい）
演 - 太田莉菜
フリージア学園で教鞭をとる英語教師で、楓たちのクラスの担任。残美の一件以降、当初は本当に楓を心配しているかのようだったが、日を追うごとに意味深な言葉を言いながら楓に接近する、学園がザンビパニックとなった当日のホームルームで、残美となった生徒の欠席理由を「家庭の事情」と言い続けるなど、明らかにおかしな言動や様子をしていた。どうやらかなり早い段階で残美になっていたらしく、第6話で穂花を襲い残美化させた上、第7話では残美の行く末である神人となり楓たちを襲い、第8話でも、守口の背後から襲いかかった。
守口 琢磨（もりぐち たくま）
演 - 片桐仁
楓が出会った、残美を調べている記者。最初はちょっとした興味で、地図に載っていない村＝残美村を調べ始めた。残美について多くの知識を持ち、第7話では、楓たちを宮川先生の襲撃から救い、彼女らをサポートする。しかし彼がフリージア学園に来た本当の目的は、残美になった自分の娘を救うため、残美の呪いを封印することであり、そのために楓を生け贄に封印の儀式を行おうとしていた。ボイラー室に連れ込むことに成功し、槍を突いて楓を殺す間近というところで、楓の声を聞きつけた実乃梨に邪魔される。怒った守口は2人を襲うが、背後から宮川の襲撃に見舞われる。最期は楓もろとも残美にさせようと足首をつかむも実乃梨に振り払われ、惨めにも断末魔をあげて残美化するのだった。

#### スタッフ（テレビドラマ）
- 企画・原作：秋元康[3]
- 脚本：保坂大輔、高山直也[3]
- 音楽：ゲイリー芦屋[3]
- 制作：市川浩崇、八木元[3]
- 企画プロデュース：植野浩之[3]
- プロデューサー：佐藤俊之、山王丸和恵、伊藤裕史[3]
- 監督：大谷太郎、西村了[3]
- 制作プロダクション：AXON[3]
- 特別協力：Y&N Brothers[3]
- 協力：乃木坂46合同会社、ソニー・ミュージックエンタテインメント[3]
- 企画制作：日本テレビ[3]
- 制作協力：アバンズゲート[3]
- 製作著作：「ザンビ」製作委員会[3]

#### 放送・配信期間
テレビ放送
| 放送期間                | 放送時間           | 放送局       | 対象地域   | 備考       |
| ----------------------- | ------------------ | ------------ | ---------- | ---------- |
| 2019年1月24日 - 3月28日 | 木曜日 0:59 - 1:29 | 日本テレビ   | 関東広域圏 | 制作局     |
| 2019年2月1日 - 4月5日   | 金曜日 0:59 - 1:29 | ミヤギテレビ | 宮城県     | 遅れネット |

ネット配信
| 配信期間                    | 配信日時           | 配信元 | 備考                   |
| --------------------------- | ------------------ | ------ | ---------------------- |
| 2019年1月24日（第1・2話） - | 地上波放送終了直後 | Hulu   | 日本テレビより先行配信 |

#### 関連商品（テレビドラマ）
| リリース日   | タイトル           | レーベル | 規格品番   | 封入特典                        | 映像                                                                  |
| ------------ | ------------------ | -------- | ---------- | ------------------------------- | --------------------------------------------------------------------- |
| 2019年8月2日 | ザンビ DVD-BOX     | vap      | VPBX-14847 | ブックレット                    | 本編Disc4枚 特典Disc1枚 メイキング映像 全話オーディオコメンタリー     |
| 2019年8月2日 | ザンビ Blu-ray BOX | vap      | VPXX-71735 | ブックレット フォトブックレット | 本編Disc4枚 特典Disc1枚 メイキング映像 Huluビジュアルコメンタリー全話 |

## ゲーム

### ザンビ THE GAME
ザンビ THE GAME（ザンビザゲーム）は、ザンビプロジェクト第3弾として2019年5月15日から配信開始されたロールプレイングゲームアプリ。テレビドラマ最終話後のストーリーが描かれている。配信元はgumi。
当初は『乙女神楽 〜ザンビへの鎮魂歌〜』というタイトルで配信され、ドラマに出演した乃木坂46メンバーのみの登場だったが、2020年1月29日のアップデートによって欅坂46、日向坂46の舞台版出演メンバーも追加され、タイトルも『ザンビ THE GAME』に変更された。
2021年1月28日をもってサービスを終了した。

#### ストーリー（ゲーム）
ザンビの恐怖はフリージア学園から東京全体へと瞬く間に広がり、国は壁を建設して、未だ残っていた生存者たちと共に首都東京の23区を物理的に封鎖した。月日は流れ、無法地帯となった壁の中で生き抜いていた山室楓と出会った主人公は、彼女の秘められた不思議な能力を知ることになる。それは「絆」がある相手をザンビから人に引き戻す、少女たちによる「歌」に込められた「祈り」の力だった。これは、後に東京中で「救世主」と呼ばれる少女たち、「フリ－ジア乙女神楽団」の物語となる。

## ホラーアトラクション

### ザンビ THE ROOM 最後の選択
ザンビ THE ROOM 最後の選択（ザンビザルームさいごのせんたく）は、ザンビプロジェクト第5弾として2019年7月31日から8月11日まで渋谷ヒカリエ ヒカリエホールで開催されたSCRAP・五味弘文制作による新感覚マルチエンディング型ホラーアトラクションリアル脱出ゲーム。山室楓役の齋藤飛鳥が映像出演するほか、乃木坂46、欅坂46、日向坂46のメンバーが「プレショー」に日替わりで登場した。

#### 出演者
- 乃木坂46 - 鈴木絢音、寺田蘭世、堀未央奈、渡辺みり愛、伊藤理々杏、岩本蓮加、梅澤美波、久保史緒里、阪口珠美、佐藤楓、中村麗乃、山下美月、吉田綾乃クリスティー、遠藤さくら、賀喜遥香、掛橋沙耶香、金川紗耶、北川悠理、柴田柚菜、清宮レイ、田村真佑、筒井あやめ、早川聖来、矢久保美緒
- 欅坂46 - 石森虹花、織田奈那、小林由依、菅井友香、土生瑞穂、守屋茜、渡辺梨加、上村莉菜、尾関梨香、小池美波、齋藤冬優花、佐藤詩織 、長沢菜々香、井上梨名、関有美子、武元唯衣、田村保乃、藤吉夏鈴、松田里奈、松平璃子、森田ひかる、山﨑天
- 日向坂46 - 潮紗理菜、加藤史帆、齊藤京子、佐々木久美、小坂菜緒、松田好花、井口眞緒、佐々木美玲、高瀬愛奈、高本彩花、東村芽依、金村美玖、河田陽菜、富田鈴花、丹生明里、宮田愛萌、渡邉美穂、上村ひなの[23][24]